# Ішварі Сінґх
Ішварі Сінґх (гінді ईश्वरसिंह; 1718 —12 грудня 1750) — магараджа Джайпуру у 1743—1750 роках.

## Життєпис
Походив з династії Качваха. Син Джай Сінґха II. Народився 1718 року. 1743 року успадкував владу. Невдовзі проти нього повстав зведений брат Мадх'я Сінґх I, якого підтримали Далел Сінґх, магараджа Бунді, Джаґат Сінґх II, магарана Мевару та Дурджалсал Хада, магараджею Кота. 1744 року за поередництва Малхар Рао I Холкара усі сторони усі сторони прийшли до мирної угоди, за якою Мадх'я Сінґх отримував лише деякі володіння, а Холкар за свою участь отримав міста Тонк, Бхампуру, Рампур
Проте меварський магарана Джаґат Сінґх II також стикнувся з вимогами маратхів сплатити платню. Тоді маратхи стали нападати на землі Мадх'я Сінґха, в результаті чого магарана відступив до своєї столиці Удайпур. Ішварі Сінґх використав це , щоб знову атакувати Мадх'я Сінґха. Невдовзі Джаґат Сінґх II домовився з Малхар Рао I про прибуття допоміжним військом його сина Ханде Рао. У битві біля Раджамагалу 1747 року Ішварі переміг коаліцію князівств Мевар, Бунді і Кота та Ханде Рао. Наслідком стало замирення з Джаґат Сінґхом II, що сплатив величезну данину Ішварі Сінґху.
1748 року в союзі з Сурадж Малом, правителем Бгаратпуру, завдав нової поразки суперникові (та їх союзникам Далел Сінґху і Малхар Рао I Холкару) у битві біля Багру (за 20–25 км від Джайпуру). Для відзначення цієї події, 1749 року Ішварі Сінґх побудував велику 7-поверхову вежу, яка отримала назву Ішар-лаат (широко відома як Сагра-Сулі). 1748 року спільно з могольським військом Ахмад-шаха Бахадура і сікхами пд проводом джатедара Джасси Сінґха Ахлувалії над дурранійським військом Ахмед-шахом Дуррані.
Проте поступово погиркався з Сурадж Малом, водночас розпочав репресії щодо сановнкиів, яких Ішварі Сінґх став підозрювати у змовах. Разом з тим спільно з Рам Сінґхом в битві біля Раони завдав поразки могольському командувачу Салабат-хану. 1750 року стикнувся з потужним вторгненням Малхар Рао I Холкару, який підтримав Мадх'я Сінґха. Залишений більшістю військовиків та аристократів опинився в облозі в Джайпурі. Не маючи змоги протидіяти прийняв отруту, а його дружини і наложниці здійснили джаухар. Маратхи знищили 3 тис. раджпутів в Джайпурі. Влада перейшла до Мадх'я Сінґха I.

## Культурна діяльність
Активно підтримував мистецтво і літературу. При ньому було започатковано налагодження та систематизація роботи «суратхане» (художньої майстерні), ревізії величезної колекції живопису, зібраної попередниками. Патронував залучення до двору представників могольського живопису.